# 前670年
| 千纪： | 前1千纪 |
| 世纪： | 前8世纪 \| 前7世纪 \| 前6世纪 |
| 年代： | 前700年代 \| 前690年代 \| 前680年代 \| 前670年代 \| 前660年代 \| 前650年代 \| 前640年代                                                                                     |
| 年份： | 前675年 \| 前674年 \| 前673年 \| 前672年 \| 前671年 \| 前670年 \| 前669年 \| 前668年 \| 前667年 \| 前666年 \| 前665年                                                       |
| 纪年： | 周惠王七年 魯莊公二十四年 齊桓公十六年 晉献公七年 秦宣公六年 宋桓公十二年 楚成王二年 衛惠公三十年 陳宣公二十三年 蔡穆侯五年 曹僖公元年 郑文公三年 燕庄公二十一年 杞德公三年 |

## 大事记
- 春季，鲁国在桓公庙的椽子上雕花。
- 秋季，齐国哀姜嫁到鲁国。
- 冬季，戎攻曹之战。
- 晋国大夫士蒍誣殺桓叔、莊伯後裔游氏二子，告知獻公：「不過二年，君必無患。」。